# Вальтер Вайс
Вальтер Вайс (нім. Walter Weiß; нар. 5 вересня 1890, Тільзит — пом. 21 грудня 1967, Ашаффенбург, Баварія) — німецький воєначальник часів Третього Рейху, генерал-полковник Вермахту (1944). Кавалер Лицарського хреста з Дубовими листям.

## Біографія
19 березня 1908 року після закінчення кадетського училища вступив фенрихом в 59-й (4-й Позенський) піхотний полк. З 1911 року — ад'ютант, потім командир роти 3-го батальйону свого полку. Учасник Першої світової війни, служив у штабах армійської групи Шольца (Македонія) і 226-ї піхотної дивізії.
У 1919-20 роках служив у прикордонній охороні «Схід». Після демобілізації армії залишений в рейхсвері, служив у 2-му (прусському) піхотному полку. З 1 жовтня 1922 року — співробітник відділу розвідки і контррозвідки при штабі 1-го військового округу (Кенігсберг). У 1924 переведений в штаб 1-ї піхотної дивізії, в 1925 році — в штаб 1-го батальйону 7-го піхотного полку (Опель), з 1927 року — командир 1-ї, з 1929 року — 16-ї роти того ж полку. У 1932 році переведений в комендатуру Бреслау. З 1 жовтня 1933 року — 1-й офіцер Генштабу (начальник оперативного відділу) штабу командування піхотою 2-го військового округу (Мекленбург-Шверін), з 15 жовтня 1934 року — 12-ї дивізії. 24 березня 1936 року переведений до штабу 6-го армійського корпусу (Мюнстер). З 1 травня 1938 року — командир 1-го піхотного полку в Кенігсберзі.
Учасник Польської і Французької кампаній. З 15 грудня 1940 року — командир 97-ї легкої дивізії, з 15 січня 1941 року — командир 26-ї піхотної дивізії. З 22 червня 1941 року воював на центральній ділянці Східного фронту. З 1 липня 1942 року — командир 27-го армійського корпусу. З 3 лютого 1943 року — командувач 2-ю армією (на центральній ділянці Східного фронту, у складі групи армій «Центр»). Проти його армії радянські війська провели ряд наступальних операцій, в тому числі Ломжа-Ружанську наступальну операцію. З 12 березня по 8 квітня 1945 року — командувач групою армій «Північ» (у Східній Пруссії). У квітні 1945 році переведений в резерв, евакуювався в Північну Німеччину, де був узятий в американський полон. У березні 1948 року звільнений.

## Нагороди
Військова кар'єра
- 19 березня 1908 — фенрих
- 19 серпня 1909 — лейтенант
- 24 липня 1915 — обер-лейтенант
- 15 липня 1918 — гауптман
- 1 червня 1931 — майор
- 1 вересня 1934 — оберст-лейтенант
- 1 березня 1937 — оберст
- 1 вересня 1940 — генерал-майор
- 1 серпня 1942 — генерал-лейтенант
- 1 вересня 1942 — генерал від інфантерії
- 30 січня 1944 — генерал-полковник

### Перша світова війна
- Залізний хрест
  - 2-го класу (9 вересня 1914)
  - 1-го класу (15 грудня 1915)
- Хрест «За військові заслуги» (Австро-Угорщина) 3-го класу з військовою відзнакою
- Орден «За військові заслуги» (Болгарія), офіцерський хрест з мечами
- Військова медаль (Османська імперія)

### Міжвоєнний період
- Почесний хрест ветерана війни з мечами
- Медаль «За вислугу років у Вермахті» 4-го, 3-го, 2-го і 1-го класу (25 років)

### Друга світова війна
- Застібка до Залізного хреста
  - 2-го класу (19 вересня 1939)
  - 1-го класу (2 жовтня 1939)
- Лицарський хрест Залізного хреста з дубовим листям
  - Лицарський хрест (12 вересня 1941)
  - Дубове листя (№ 646; 5 листопада 1944)
- Медаль «За зимову кампанію на Сході 1941/42»
- Німецький хрест в золоті (19 лютого 1943)
- Орден Заслуг (Угорщина), командорський хрест із зіркою
- Двічі відзначений у Вермахтберіхт (6 квітня і 2 листопада 1944)